# Stora Klövtjärnen
Stora Klövtjärnen är en sjö i Ovanåkers kommun i Hälsingland och ingår i Ljusnans huvudavrinningsområde. Sjön är 5,5 meter djup, har en yta på 0,0803 kvadratkilometer och befinner sig 255 meter över havet.